# Aaron Kemps
Aaron Kemps (født 10. september 1983) er en tidligere australsk professionel cykelrytter.